# Notre-Dame de Guibray
Die Kirche Notre-Dame de Guibray wurde 1066 durch Wilhelm den Eroberer östlich von der Burg Falaise im Stadtviertel Guibray errichtet. Die Fertigstellung dauerte bis 1134. Sie befindet sich heute im Osten der Altstadt von Falaise an der Place de la Reine Mathilde (D63). Die Adresse ist 21 Rue de Notre-Dame. Seit 1961 ist die Kirche als Monument historique klassifiziert. Als Denkmal ist auch die Orgel der Kirche eingetragen.
Von dem romanischen Bau sind heute nur noch der südliche Teil des Schiffs, der Laternenturm und die Westfassade erhalten. 

## Geschichte
Die Kirche bestand aus einem Mittelschiff, zwei Seitenschiffen und einem Querschiff.
In der Merowingerzeit (vor 650) wurde hier auf den Fundamenten eines kleinen gallorömischen Tempels eine Kapelle errichtet. Sie wurde um 1000 durch eine Kirche ersetzt, die wiederum dem heute überlieferten Neubau im Laufe des 11. Jahrhunderts weichen musste. Sie war eine Schenkung an die Frauenabtei von Caen.
Der Bau der heutigen Kirche wurde im 13. Jahrhundert abgeschlossen und ähnelt sehr der Nikolaikirche von Caen. Dabei blieb die Fassade des 12. Jahrhunderts erhalten. Die Kirche ist eines der wichtigsten romanischen Bauwerke der Normandie. Sie entstand etwa zeitgleich mit der Anlage des Marktes von Guibray durch Wilhelm den Eroberer.

## Orgel

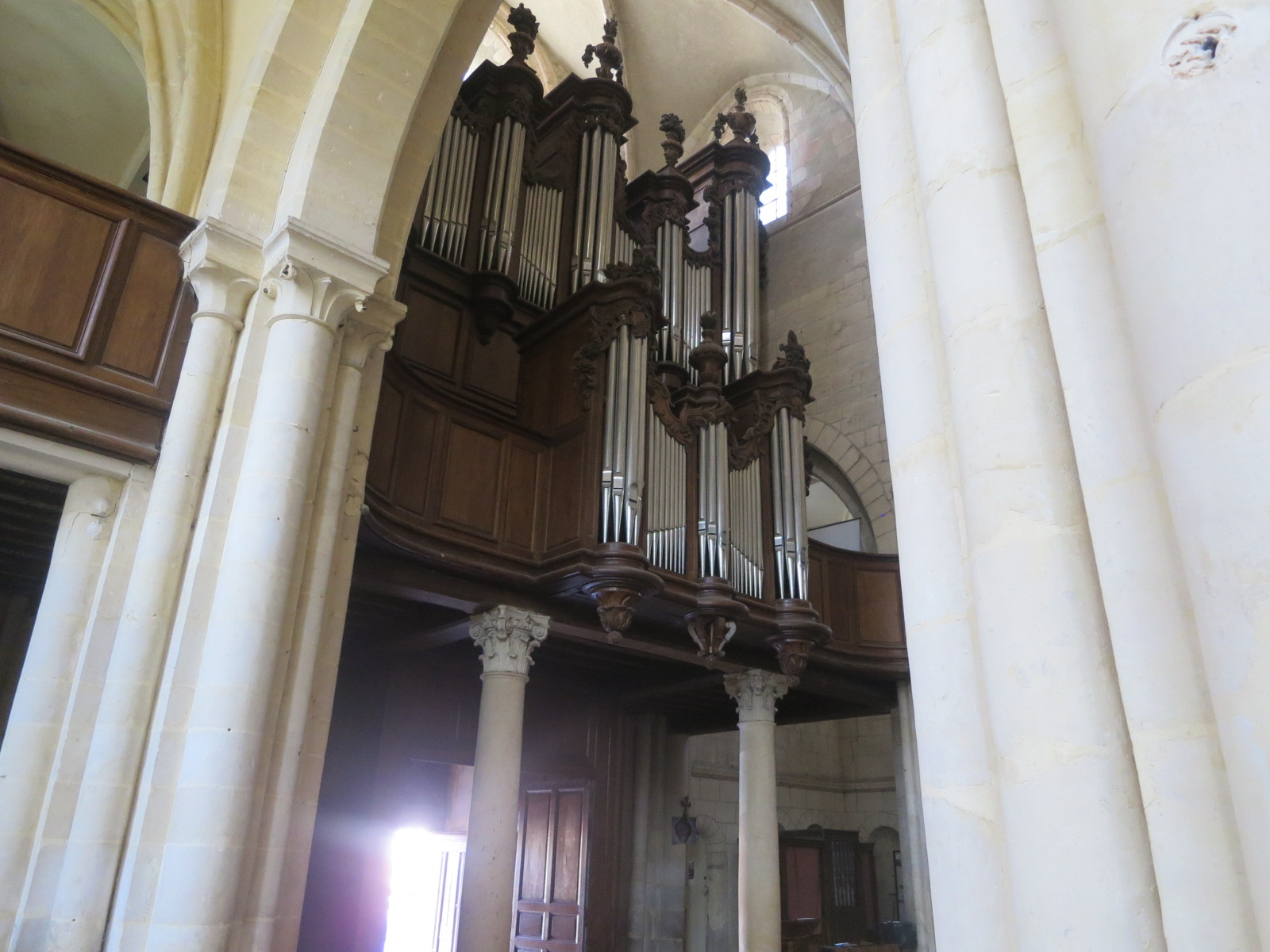
Orgel in der Kirche Notre-Dame de Guibray

Die Orgel wurde 1746/1747 von Claude und Henri Parisot eingebaut, nachdem die Vorgängerorgel zu überarbeiten war. Sie steht selbst auch unter Denkmalschutz. Die Holzarbeiten gehen auf Jean und Joseph Leroy zurück.
| I Positif expressif C– |                 |        |
| 1.                     | Bourdon         | 8′     |
| 2.                     | Dessus de Flûte | 8′     |
| 3.                     | Prestant        | 4′     |
| 4.                     | Flûte           | 4′     |
| 5.                     | Nazard          | 2 ⁄3′  |
| 6.                     | Doublette       | 2′     |
| 7.                     | Tierce          | 1 3⁄5′ |
| 8.                     | Plein Jeu III   |        |
| 9.                     | Cymbale II      |        |
| 10.                    | Cromorne        | 8′     |
| 11.                    | Larigot         | 1 ⁄3′  |

| II Grand-Orgue C– |                 |        |
| 12.               | Bourdon         | 16′    |
| 13.               | Montre          | 8′     |
| 14.               | Dessus de Flûte | 8′     |
| 15.               | Prestant        | 4′     |
| 16.               | Quinte          | 2 ⁄3′  |
| 17.               | Doublette       | 2′     |
| 18.               | Quarte          | 2′     |
| 19.               | Tierce          | 1 3⁄5′ |
| 20.               | Plein Jeu IV    |        |
| 21.               | Cymbale III     |        |
| 22.               | Cornet V        |        |
| 23.               | Trompette       | 8′     |
| 24.               | Clairon         | 4′     |
| 25.               | Voix humane     | 8′     |

| III Récit expressif C– |           |    |
| 26.                    | Cornet V  |    |
| 27.                    | Trompette | 8′ |

| IV Écho C– |           |    |
| 28.        | Bourdon   | 8′ |
| 29.        | Cornet IV |    |

| V Pédale C– |           |    |
| 30.         | Flûte     | 8′ |
| 31.         | Flûte     | 4′ |
| 32.         | Trompette | 8′ |
| 33.         | Clairon   | 4′ |